# モンタナ州の都市圏の一覧

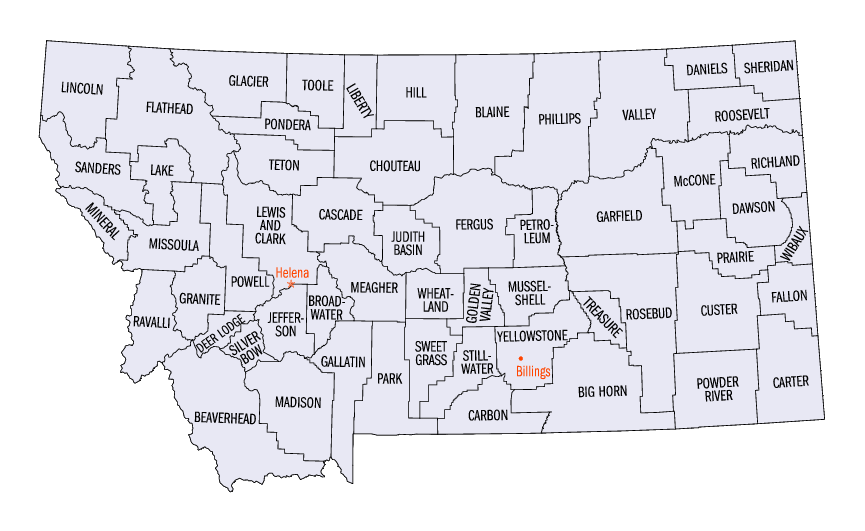
モンタナ州の56郡を示す地図

本項目はモンタナ州の都市圏の一覧（モンタナしゅうのとしけんのいちらん）である。
アメリカ合衆国国勢調査局は、モンタナ州に大都市統計地域（MSA/都市圏）5ヶ所、および小都市統計地域（μSA/小都市圏）2ヶ所を定義している。下表には、左列より以下の情報を示す。
- コアベース統計地域（大都市統計地域および小都市統計地域）の名称
- コアベース統計地域の人口
- 各統計地域に含まれる郡の名称
- 各統計地域に含まれる郡の人口

下表における人口の数値はすべて2020年に行われた国勢調査時のものである。また、コアベース統計地域（大都市統計地域・小都市統計地域）は、2023年7月21日時点での定義に従う。
| コアベース統計地域             | 人口         | 郡                     | 人口    |
| ------------------------------ | ------------ | ---------------------- | ------- |
| ビリングス都市圏               | 184,167      | イエローストーン郡     | 164,731 |
| ビリングス都市圏               | 184,167      | カーボン郡             | 10,473  |
| ビリングス都市圏               | 184,167      | スティルウォーター郡   | 8,963   |
| ミズーラ都市圏                 | 122,457      | ミズーラ郡             | 117,922 |
| ミズーラ都市圏                 | 122,457      | ミネラル郡             | 4,535   |
| ボーズマン都市圏               | 118,960      | ギャラティン郡         | 118,960 |
| カリスペル小都市圏             | 104,357      | フラットヘッド郡       | 104,357 |
| ヘレナ都市圏                   | 89,832       | ルイスアンドクラーク郡 | 70,973  |
| ヘレナ都市圏                   | 89,832       | ジェファーソン郡       | 12,085  |
| ヘレナ都市圏                   | 89,832       | ブロードウォーター郡   | 6,774   |
| グレートフォールズ都市圏       | 84,414       | カスケード郡           | 84,414  |
| ビュート・シルバーボウ小都市圏 | 35,133       | シルバーボウ郡         | 35,133  |
| （設定無し）                   | （設定無し） | ラバリ郡               | 44,174  |
| （設定無し）                   | （設定無し） | レイク郡               | 31,134  |
| （設定無し）                   | （設定無し） | リンカーン郡           | 19,677  |
| （設定無し）                   | （設定無し） | パーク郡               | 17,191  |
| （設定無し）                   | （設定無し） | ヒル郡                 | 16,309  |
| （設定無し）                   | （設定無し） | グレイシャー郡         | 13,778  |
| （設定無し）                   | （設定無し） | ビッグホーン郡         | 13,124  |
| （設定無し）                   | （設定無し） | サンダーズ郡           | 12,400  |
| （設定無し）                   | （設定無し） | カスター郡             | 11,867  |
| （設定無し）                   | （設定無し） | リッチランド郡         | 11,491  |
| （設定無し）                   | （設定無し） | ファーガス郡           | 11,446  |
| （設定無し）                   | （設定無し） | ルーズベルト郡         | 10,794  |
| （設定無し）                   | （設定無し） | ディアロッジ郡         | 9,421   |
| （設定無し）                   | （設定無し） | ビーバーヘッド郡       | 9,371   |
| （設定無し）                   | （設定無し） | ドーソン郡             | 8,940   |
| （設定無し）                   | （設定無し） | マディソン郡           | 8,623   |
| （設定無し）                   | （設定無し） | ローズバッド郡         | 8,329   |
| （設定無し）                   | （設定無し） | バレー郡               | 7,578   |
| （設定無し）                   | （設定無し） | ブレイン郡             | 7,044   |
| （設定無し）                   | （設定無し） | パウエル郡             | 6,946   |
| （設定無し）                   | （設定無し） | ティトン郡             | 6,226   |
| （設定無し）                   | （設定無し） | ポンデラ郡             | 5,898   |
| （設定無し）                   | （設定無し） | シュートー郡           | 5,895   |
| （設定無し）                   | （設定無し） | ツール郡               | 4,971   |
| （設定無し）                   | （設定無し） | マッスルシェル郡       | 4,730   |
| （設定無し）                   | （設定無し） | フィリップス郡         | 4,217   |
| （設定無し）                   | （設定無し） | スウィートグラス郡     | 3,678   |
| （設定無し）                   | （設定無し） | シェリダン郡           | 3,539   |
| （設定無し）                   | （設定無し） | グラニット郡           | 3,309   |
| （設定無し）                   | （設定無し） | ファロン郡             | 3,049   |
| （設定無し）                   | （設定無し） | ウィートランド郡       | 2,069   |
| （設定無し）                   | （設定無し） | ジュディスベイスン郡   | 2,023   |
| （設定無し）                   | （設定無し） | リバティ郡             | 1,959   |
| （設定無し）                   | （設定無し） | マー郡                 | 1,927   |
| （設定無し）                   | （設定無し） | マコーン郡             | 1,729   |
| （設定無し）                   | （設定無し） | パウダーリバー郡       | 1,694   |
| （設定無し）                   | （設定無し） | ダニエルズ郡           | 1,661   |
| （設定無し）                   | （設定無し） | カーター郡             | 1,415   |
| （設定無し）                   | （設定無し） | ガーフィールド郡       | 1,173   |
| （設定無し）                   | （設定無し） | プレーリー郡           | 1,088   |
| （設定無し）                   | （設定無し） | ウィボー郡             | 937     |
| （設定無し）                   | （設定無し） | ゴールデンバレー郡     | 823     |
| （設定無し）                   | （設定無し） | トレジャー郡           | 762     |
| （設定無し）                   | （設定無し） | ペトローリアム郡       | 496     |

## 註
1. ↑  QuickFacts. U.S. Census Bureau. 2020年.
2. ↑  OMB Bulletin No. 23-01, Revised Delineations of Metropolitan Statistical Areas, Micropolitan Statistical Areas, and Combined Statistical Areas, and Guidance on Uses of the Delineations of These Areas. Office of Management and Budget. 2023年7月21日.